# Ommatius tucumanensis
Ommatius tucumanensis là một loài ruồi trong họ Asilidae. Ommatius tucumanensis được Scarbrough miêu tả năm 2002. Loài này phân bố ở vùng Tân nhiệt đới.